# Opogona tetrasema
Opogona tetrasema är en fjärilsart som beskrevs av Turner 1917. Opogona tetrasema ingår i släktet Opogona och familjen äkta malar. Inga underarter finns listade i Catalogue of Life.